# Турнір чемпіонок WTA Garanti Koza 2013, одиночний розряд
Змагання в одиночному розряді тенісного турніру Турнір чемпіонок WTA Garanti Koza 2013 проходили в рамках Туру WTA 2013.
Чинна чемпіонка Надія Петрова не змогла захистити свій титул, оскільки цього разу не кваліфікувалась.
Сімона Халеп здобула титул, у фіналі перемігши Саманту Стосур з рахунком 2-6, 6-2, 6-2.

## Сіяні гравчині
| 1. Сімона Халеп (переможниця) 2. Ана Іванович (півфінал) 3. Марія Кириленко (коловий турнір, знялась) 4. Саманта Стосур (фінал) | 1. Олена Весніна (коловий турнір) 2. Анастасія Павлюченкова (півфінал) 3. Алізе Корне (коловий турнір) 4. Цветана Піронкова (коловий турнір) |

### Запасні
| 1. Еліна Світоліна (коловий турнір, замінила Марію Кириленко) | 1. Івонн Мойсбургер (не брала участі) |

## Основна сітка

### Легенда
| - Q = Кваліфаєр - WC = Вайлд-кард - LL = Щасливий лузер | - Alt = Заміна - SE = Виняток - PR = Захищений рейтинг | - w/o = Без гри - r = Зняття - d = Присуджено перемогу |

### Фінальна частина
|  | Півфінали | Півфінали              | Півфінали      | Півфінали | Півфінали |   |                | Фінал        | Фінал | Фінал | Фінал | Фінал |
|  |           |                        |                |           |           |   |                |              |       |       |       |       |
|  | 1         | Сімона Халеп           | 2              | 6         | 6         |   |                |              |       |       |       |       |
|  | 2/WC      | Ана Іванович           | 6              | 1         | 3         |   |                |              |       |       |       |       |
|  | 2/WC      | Ана Іванович           | 6              | 1         | 3         |   | 1              | Сімона Халеп | 2     | 6     | 6     |       |
|  |           |                        |                |           |           |   | 1              | Сімона Халеп | 2     | 6     | 6     |       |
|  |           | 4                      | Саманта Стосур | 6         | 2         | 2 |                |              |       |       |       |       |
|  | 4         | 4                      | Саманта Стосур | 6         | 2         | 2 | Саманта Стосур | 6            | 1     | 6     |       |       |
|  | 4         |                        |                |           |           |   | Саманта Стосур | 6            | 1     | 6     |       |       |
|  | 6         | Анастасія Павлюченкова | 1              | 6         | 3         |   |                |              |       |       |       |       |

### Група "Сердика"
|       |                                         | С Халеп                   | Кириленко Е Світоліна     | А Павлюченкова            | А Корне               | Матчів В–П | Сетів В–П    | Геймів В–П          | Положення |
| 1     | Сімона Халеп                            |                           | 6–1, 6–1 (в/ Е Світоліна) | 6–3, 6–3                  | 6–4, 6–4              | 3–0        | 6–0 (100%)   | 36–16 (69%)         | 1         |
| 3 Alt | Кириленко Марія Юріївна Еліна Світоліна | (в/ Е Світоліна) 1–6, 1–6 |                           | (в/ Е Світоліна) 2–6, 4–6 | 0–5r (в/ М Кириленко) | 0–1 0–2    | 0–0 0–4 (0%) | 0–5 (0%) 8–24 (25%) | X 4       |
| 6     | Анастасія Павлюченкова                  | 3–6, 3–6                  | 6–2, 6–4 (в/ Е Світоліна) |                           | 6–2, 6–2              | 2–1        | 4–2 (67%)    | 30–22 (58%)         | 2         |
| 7     | Алізе Корне                             | 4–6, 4–6                  | 5–0r(в/ М Кириленко)      | 2–6, 2–6                  |                       | 1–2        | 0–4 (0%)     | 17–24 (41%)         | 3         |

За рівної кількості очок положення визначається: 1) Кількість перемог; 2) Кількість матчів; 3) Якщо двоє тенісисток після цього ділять місце, особисті зустрічі; 4) Якщо троє тенісисток після цього ділять місце, кількість виграних сетів, кількість виграних геймів; 5) Рішення організаційного комітету.

### Група "Средець"
|      |                   | А Іванович         | С Стосур      | Весніна            | Ц Піронкова   | Матчів В–П | Сетів В–П | Геймів В–П  | Положення |
| 2/WC | Ана Іванович      |                    | 6–2, 5–7, 6–2 | 4–6, 6–3, 6–7(1–7) | 6–0, 6–2      | 2–1        | 5–3 (63%) | 45–29 (61%) | 2         |
| 4    | Саманта Стосур    | 2–6, 7–5, 2–6      |               | 6–3, 6–3           | 6–1, 6–4      | 2–1        | 5–2 (71%) | 35–28 (56%) | 1         |
| 5    | Олена Весніна     | 6–4, 3–6, 7–6(7–1) | 3–6, 3–6      |                    | 6–2, 4–6, 6–0 | 2–1        | 4–4 (50%) | 38–36 (51%) | 3         |
| 8/WC | Цветана Піронкова | 0–6, 2–6           | 1–6, 4–6      | 2–6, 6–4, 0–6      |               | 0–3        | 1–6 (14%) | 15–40 (27%) | 4         |

За рівної кількості очок положення визначається: 1) Кількість перемог; 2) Кількість матчів; 3) Якщо двоє тенісисток після цього ділять місце, особисті зустрічі; 4) Якщо троє тенісисток після цього ділять місце, кількість виграних сетів, кількість виграних геймів; 5) Рішення організаційного комітету.